# Jitka Karlíková
Jitka Karlíková (* 9. Februar 1947 in Litomyšl) ist eine tschechoslowakische Tischtennisspielerin, die 1968 Europameister im Doppel wurde.

## Werdegang
Jitka Karlíková wurde zusammen mit ihrer 1944 geborenen Schwester Jarmila (heute Jarmila Hummelová-Karlíková) von ihrem Vater Jaroslav Karlík trainiert. 1960 zog die Familie von Litomyšl nach Prag.
Mitte der 1960er Jahre spielte Jitka Karlíková gemeinsam mit ihrer Schwester Jarmila beim Verein Spartak Sokolovo Prag.
Von 1963 bis 1969 nahm Jitka Karlíková an vier Weltmeisterschaften teil. Dabei kam sie 1969 im Doppel mit Ilona Voštová bis ins Halbfinale. Mit der tschechoslowakischen Damenmannschaft wurde sie 1967 und 1969 Vierter.
Viermal wurde sie auch für Europameisterschaften nominiert. Hier holte sie 1968 mit Marta Lužová Gold im Doppel, zwei Jahre später Silber im Teamwettbewerb. Mit der gleichen Doppelpartnerin siegte sie 1967/68 bei den Internationalen Deutschen Meisterschaften.
In der ITTF-Weltrangliste wurde Karlíková im Dezember 1968 auf Platz 24 geführt. Nach 1972 trat sie international als Leistungssportlerin nicht mehr in Erscheinung.
Jitka Karlíková heiratete den Tischtennisspieler und -funktionär Karel Nykl sen. Ihr Sohn heißt ebenfalls Karel und betreibt Tischtennissport. Unter dem Namen Jitka Nyklová siegte sie bei der Senioren-Europameisterschaft 1997 in der Altersklasse Ü50 im Einzel und im Doppel mit ihrer Schwester Jarmila Hummelova.

## Turnierergebnisse
| Verband | Veranstaltung       | Jahr | Ort       | Land | Einzel    | Doppel        | Mixed         | Team |
| ------- | ------------------- | ---- | --------- | ---- | --------- | ------------- | ------------- | ---- |
| TCH     | Europameisterschaft | 1972 | Rotterdam | NED  |           | Viertelfinale |               |      |
| TCH     | Europameisterschaft | 1970 | Moskau    | URS  |           |               |               | 2    |
| TCH     | Europameisterschaft | 1968 | Lyon      | FRA  |           | Gold          |               |      |
| TCH     | Europameisterschaft | 1966 | London    | ENG  |           |               | Viertelfinale |      |
| TCH     | Weltmeisterschaft   | 1969 | München   | FRG  | letzte 64 | Halbfinale    | letzte 16     | 4    |
| TCH     | Weltmeisterschaft   | 1967 | Stockholm | SWE  | letzte 16 | letzte 16     | letzte 16     | 4    |
| TCH     | Weltmeisterschaft   | 1965 | Ljubljana | YUG  | letzte 64 | letzte 32     | letzte 64     | 7    |
| TCH     | Weltmeisterschaft   | 1963 | Prag      | TCH  | letzte 32 | letzte 64     | letzte 64     | 9    |